# ادی اد
ادی اد (به لاتین: Adei Ad) در اسرائیل است که در کرانه باختری رود اردن واقع شده‌است.